# Periquito front-rogenc
El periquito front-rogenc (Bolborhynchus ferrugineifrons) és una espècie d'ocell de la família dels psitàcids que habita zones de matoll dels Andes de l'oest de Colòmbia.

## Descripció
Aquest periquito arriba a créixer fins a uns 18 cm de longitud i els sexes són similars. Es tracta d'una espècie petita i robusta, amb un plomatge verd apagat per sobre i unes ales de color verd blavós. Les galtes, la gola, el pit i el ventre són de color verd groguenc. La cua, curta i punxeguda, és verda per sobre i verd blavós per sota.